# Городищна
Городи́щна (рос. Городищна) — село у складі Нюксенського району Вологодської області, Росія. Адміністративний центр Городищенського сільського поселення.

## Населення
Населення — 594 особи (2010; 701 у 2002).
Національний склад (станом на 2002 рік):
- росіяни — 99 %